# Habenaria urbaniana
Habenaria urbaniana är en orkidéart som beskrevs av Célestin Alfred Cogniaux. Habenaria urbaniana ingår i släktet Habenaria och familjen orkidéer. Inga underarter finns listade i Catalogue of Life.